# Gary Palmer
Pour les articles homonymes, voir Palmer.
Gary James Palmer, né le 14 mai 1954 à Haleyville (Alabama), est un homme politique américain, représentant républicain de l'Alabama à la Chambre des représentants des États-Unis depuis 2015.

## Biographie

### Jeunesse et carrière professionnelle
Né à Haleyville, dans l'Alabama, il obtient un bachelor en management des opérations à l'université de l'Alabama en 1977,.
Il fonde en 1989 le think tank Alabama Family Alliance qui deviendra l'Alabama Policy Institute. L'organisation milite pour « la préservation de marchés libres, d'un gouvernement limité et de familles fortes, qui sont indispensables à une société prospère ». Il participe trois ans plus tard à la création du State Policy Network, qui regroupe des think tanks conservateurs à travers tous les États-Unis.

### Représentant des États-Unis
Alors qu'il n'a jamais été élu, il se présente à la Chambre des représentants des États-Unis lors des élections de 2014. Il compte succéder au représentant républicain du 6e district de l'Alabama, Spencer Bachus, qui ne se représente pas. Le district, solidement ancré dans le camp républicain, comprend les banlieues de Birmingham. Le 3 juin, il arrive en deuxième position de la primaire républicaine avec 20 % des voix, derrière Paul DeMarco (33 %). Après une bonne performance à un débat, il bat DeMarco avec 64 % des suffrages au second tour. Il est élu représentant en novembre 2014 avec 76,3 % des voix face au démocrate Mark Lester.
Palmer remporte un second mandat en 2016, rassemblant environ trois quarts des suffrages contre le démocrate David J. Putman. En 2018, il est réélu avec 69 % des voix contre le démocrate Danner Kline.

## Positions politiques
Gary Palmer est l'un des républicains les plus conservateurs de la Chambre des représentants. En 2018, l'association conservatrice American Conservative Union Foundation lui attribue un score de 100 % contre une moyenne de 82 % pour ses collègues républicains.